# 麦库尔山
麦库尔山（McCool Hill）是火星哥伦比亚山脉的一座山，它以威廉·麦库尔 (William C. McCool) 的名字命名。
麦库尔山位于距离勇气号火星车着陆地点以东4.4千米处，是哥伦比亚山脉最高的山峰，此前曾经认为赫斯本德山最高，但后来研究发现，麦库尔山可能比赫斯本德山还高出几十米。勇气号火星车将于2006年4月中旬抵达麦库尔山，在山上借助山的坡度获得更多的太阳光照射充电，以度过她在火星上的第二个冬天。